# Givry-en-Argonne
Givry-en-Argonne település Franciaországban, Marne megyében. Lakosainak száma 451 fő (2022. január 1.). Givry-en-Argonne La Neuville-aux-Bois, Le Châtelier, Remicourt és Saint-Mard-sur-le-Mont községekkel határos.

## Népesség
A település népességének változása:
| Lakosok száma | 610  | 541  | 525  | 471  | 450  | 452  | 448  | 456  | 457  | 451  |
|               | 1968 | 1982 | 1990 | 2006 | 2013 | 2015 | 2017 | 2019 | 2020 | 2022 |